# Sigrid Hjertén
Sigrid Hjertén, né le 27 octobre 1885 à Sundsvall et morte le 24 mars 1948 à Stockholm, est une peintre moderniste suédoise.

## Biographie
Sigrid Hjertén naît en 1885 à Sundsvall, avant de suivre sa famille à Stockholm en 1897.  Elle se lance dans une orientation vers l'art encouragée par son oncle, l'architecte Ragnar Östberg. Elle étudie à la Konstfack université d'arts, de l'artisanat et du design de Stockholm, puis auprès de Matisse dans son Académie à Paris à partir de 1909,. Elle épouse en 1911 son condisciple Isaac Grünewald (en).
Hjertén fait partie d'un groupe d'expressionnistes suédois, nommé De Atta d'après l'exposition du même nom à laquelle ils ont participé en 1912, avec Isaac Grünewald, Leander Engström, Einar Jolin (en) et Nils von Dardel. Elle participe avec ce groupe à plusieurs expositions remarquées, à Berlin en 1915, ou à Stockholm en avril 1918, tout en vivant à Paris.
En 1932, la famille Grünewald (Isaac, Sigrid et leur fils Iván) retourne en Suède ; la même année, Sigrid Hjertén est diagnostiquée schizophrène. Elle se remet à peindre en 1933, avant d'entrer à l'hôpital Beckomberga en 1936 ; elle divorce d'Isaac Grünewald en 1937, et arrête de peindre la même année. Elle meurt en 1948, des suites d'une lobotomie.

## Galerie

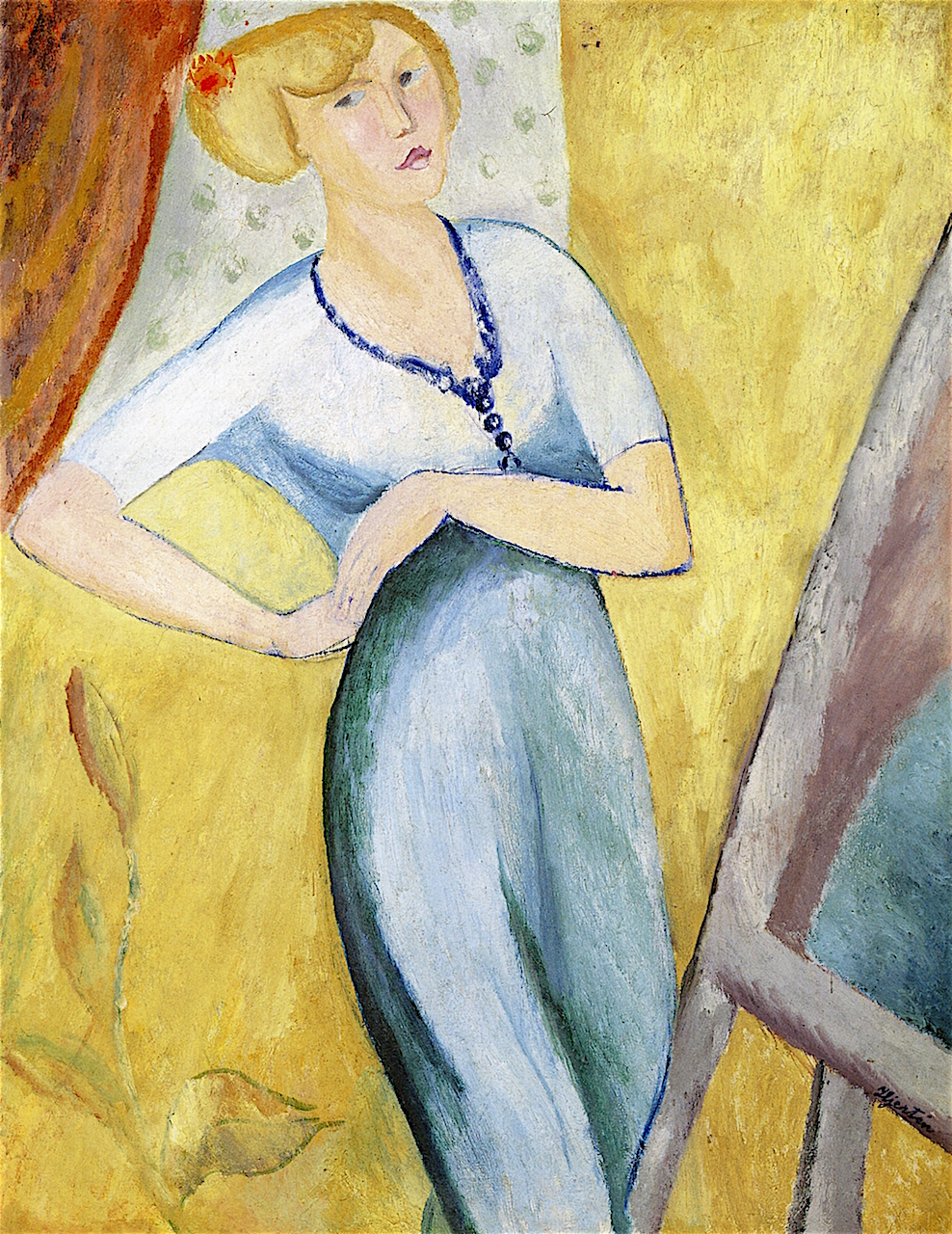
Autoportrait, 1912.
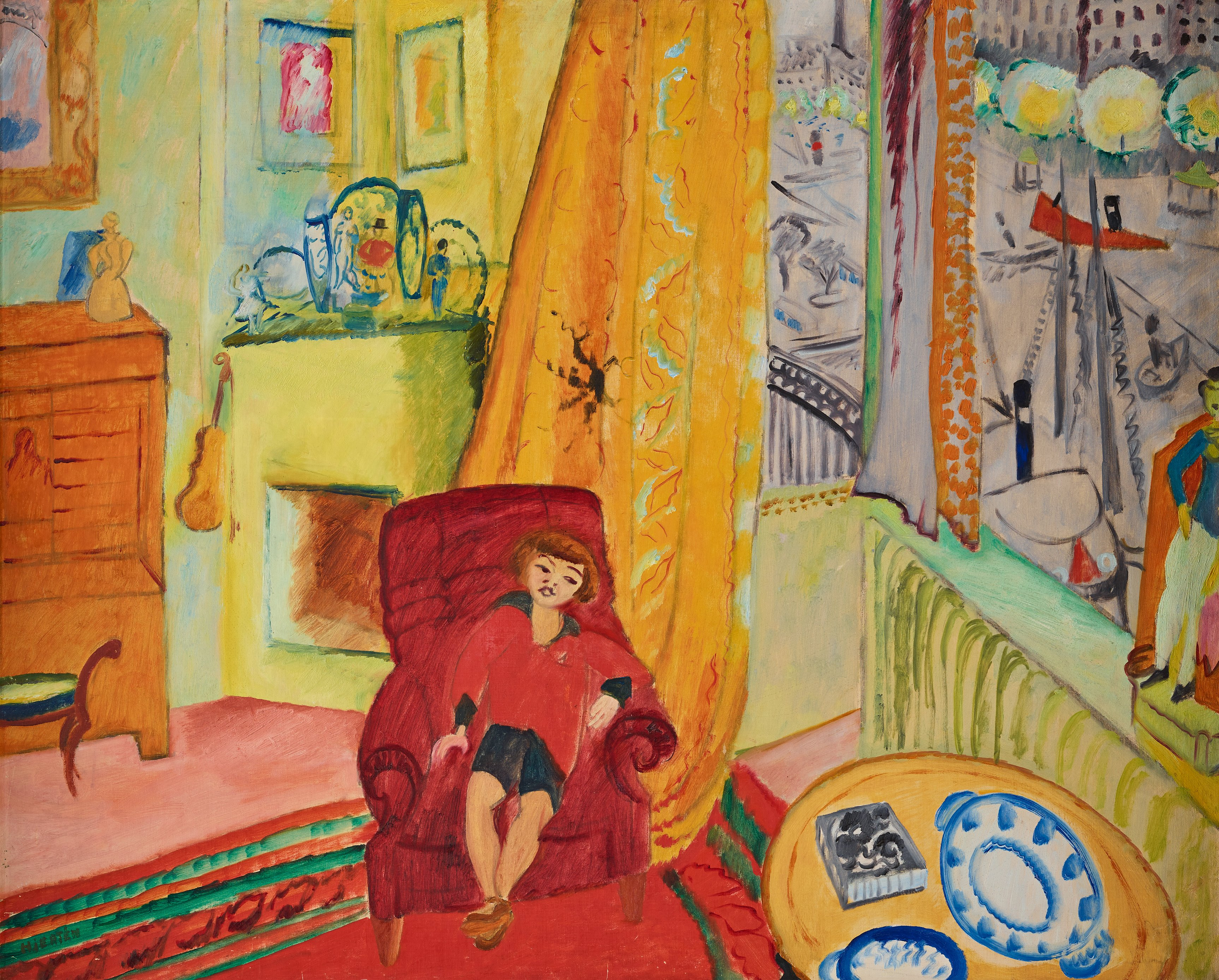
Iván i fåtöljen, 1915.
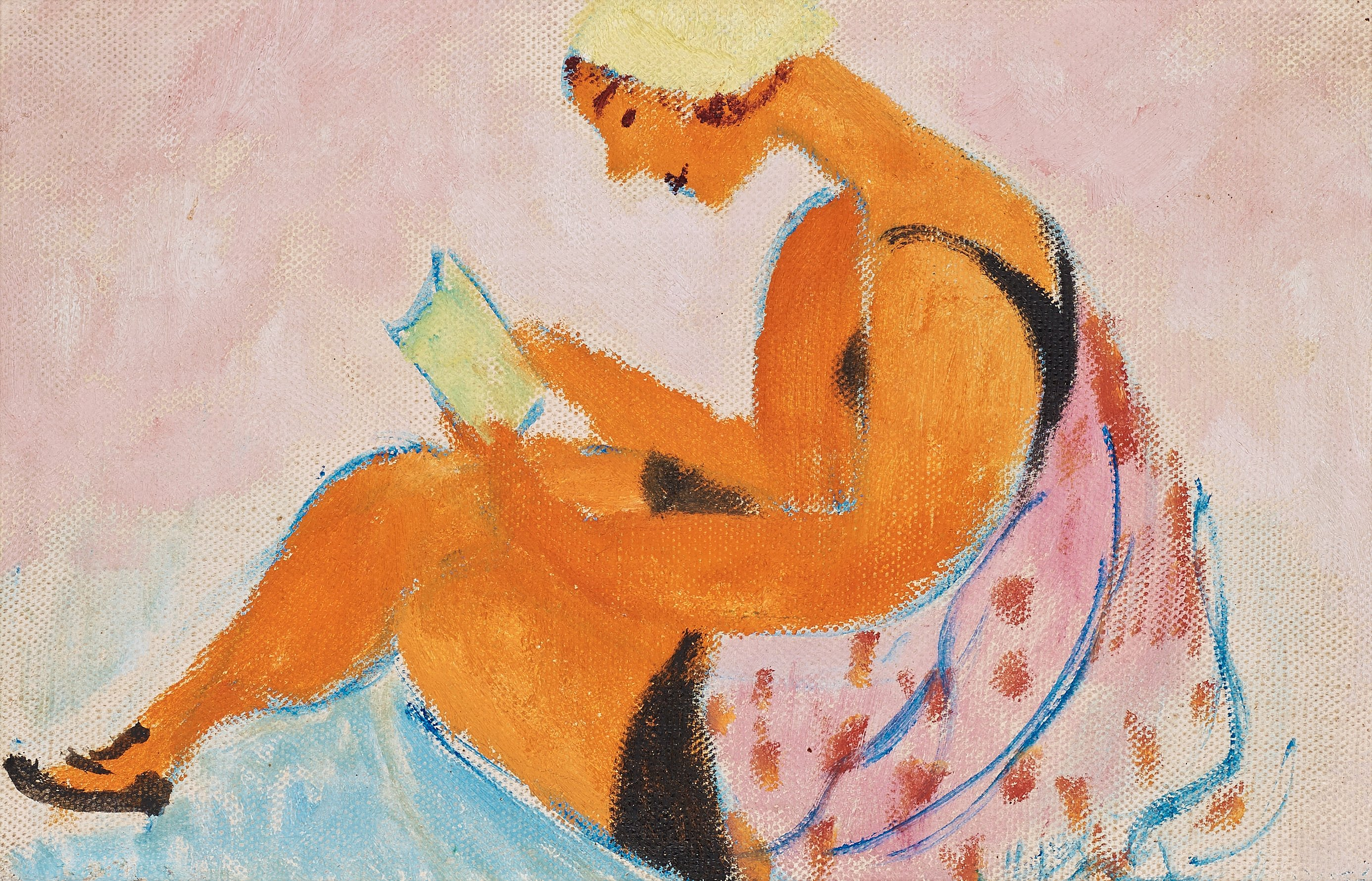
Läsande flicka, 1918.
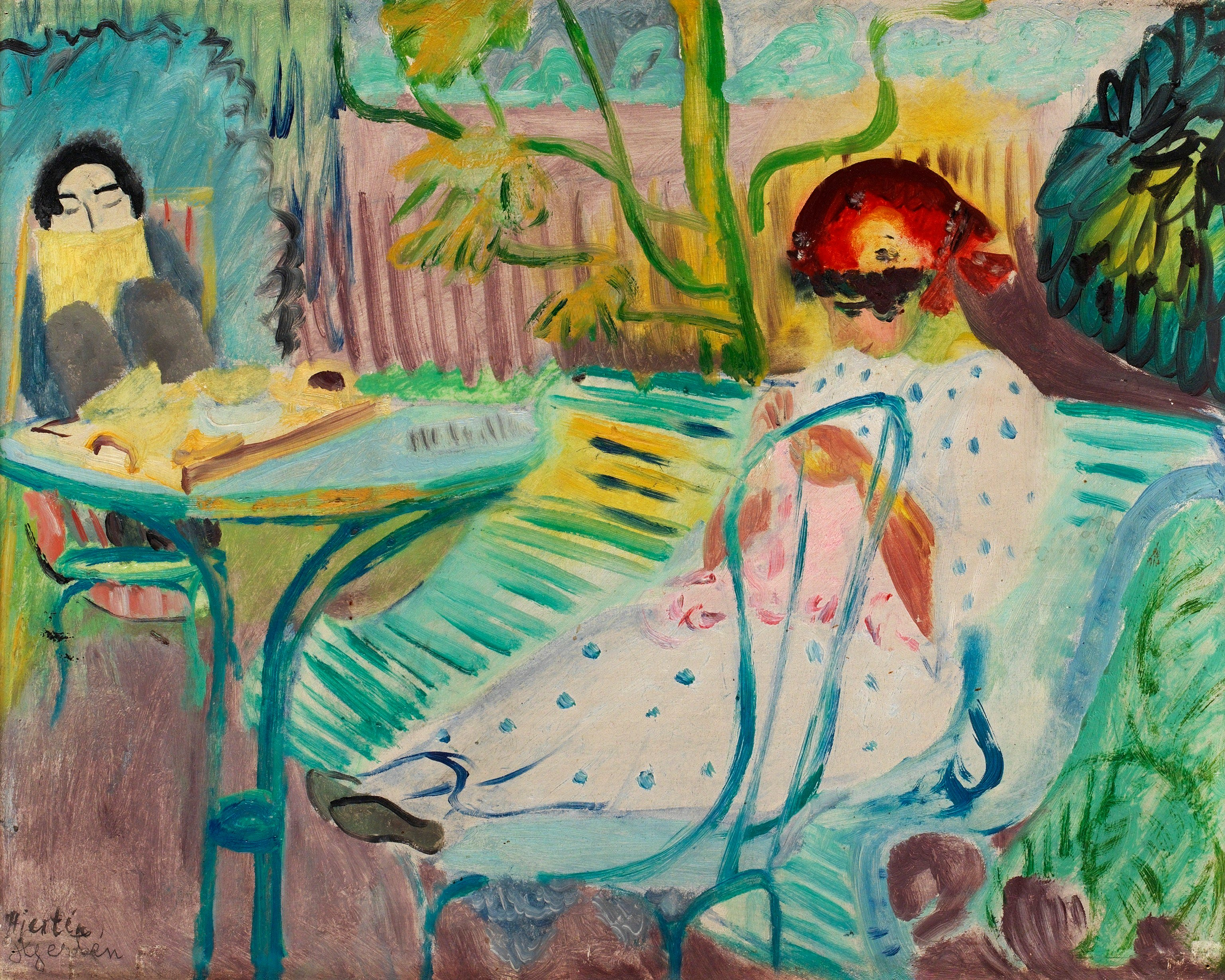
Jardin nr II, 1920.
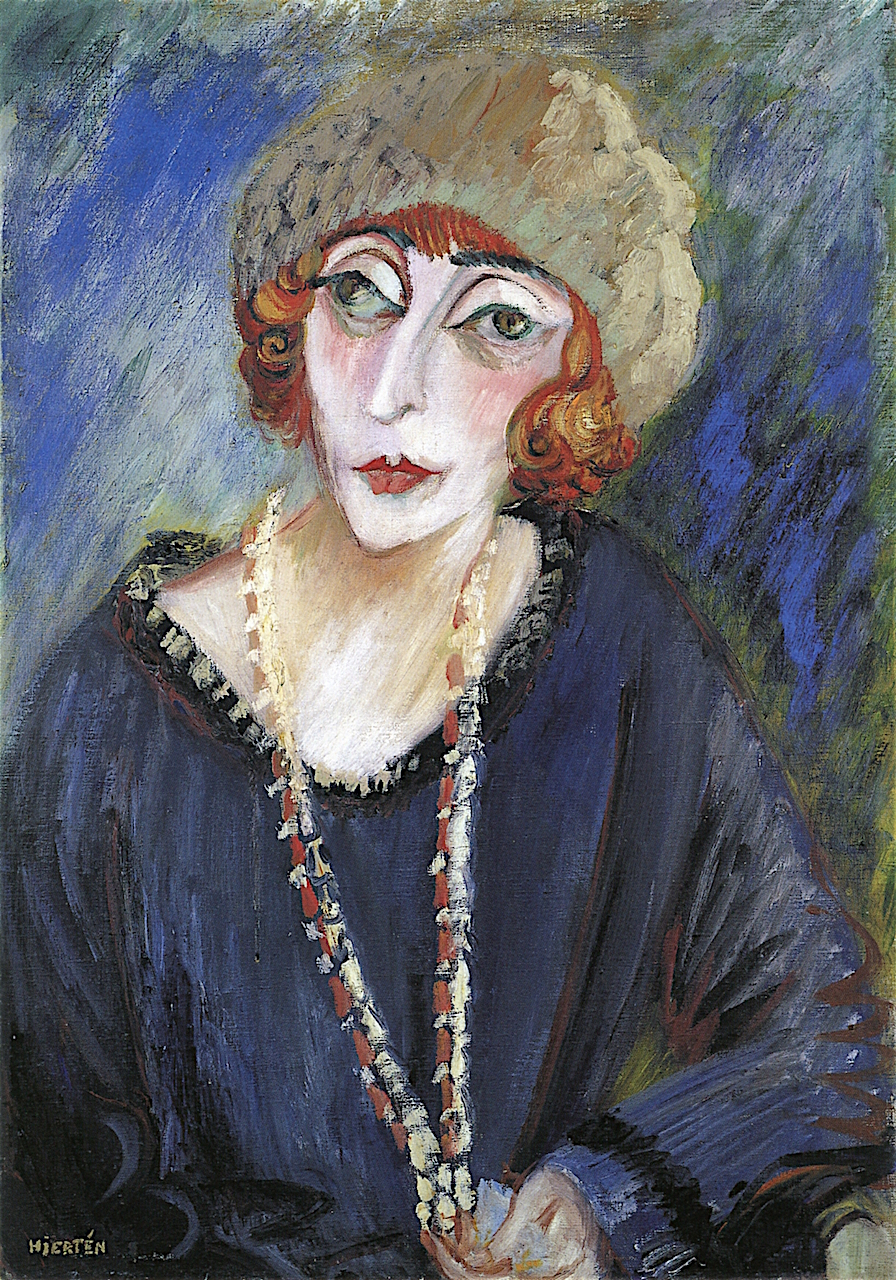
Portrait d'Hermine David, 1922.
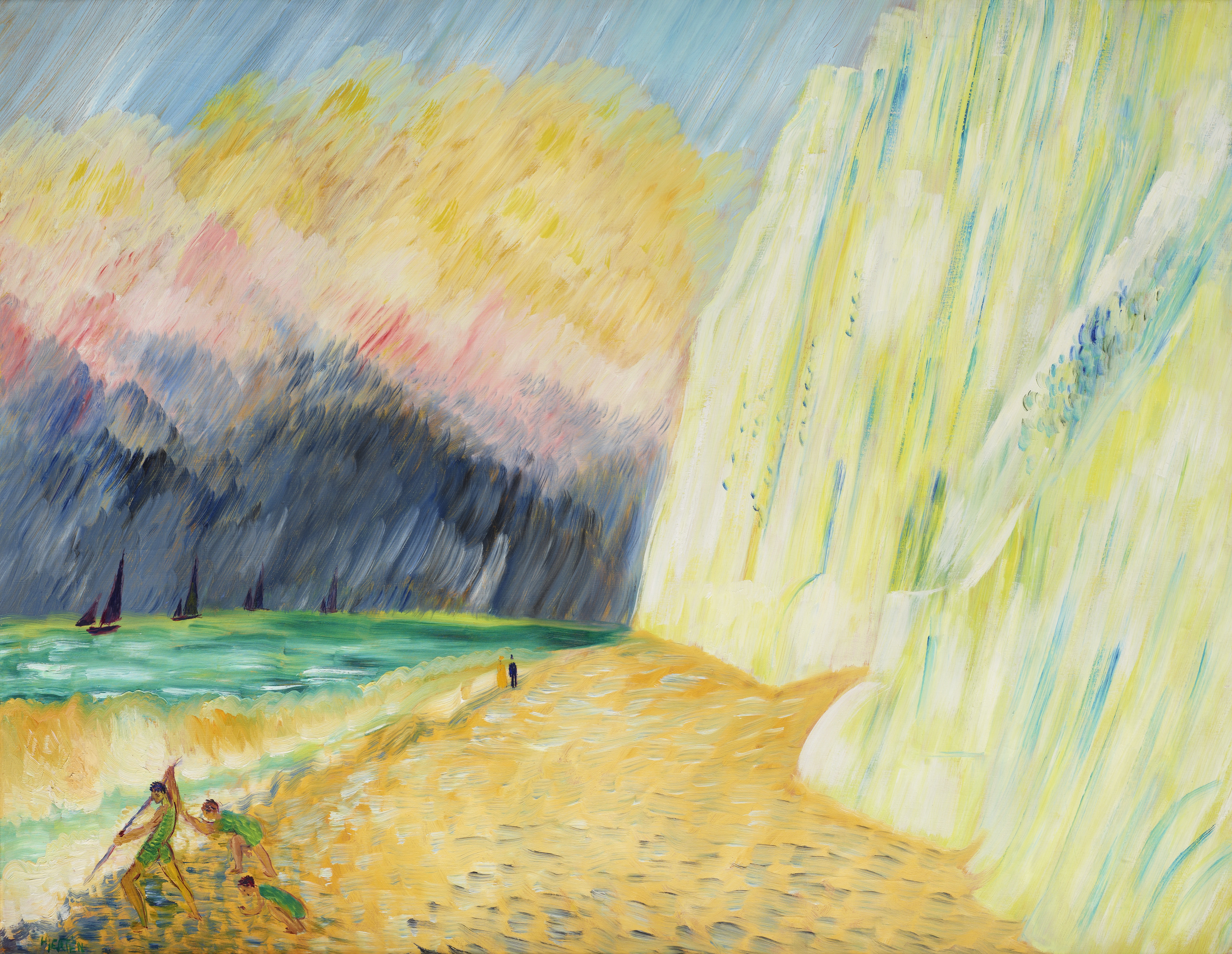
Kritklippor, 1935.

## Postérité
En 2018 se tient à Stockholm une exposition mêlant les œuvres de Hjertén et celles de Liselotte Watkins.